# Chananan Pombuppha
Chananan Pombuppha (thailändisch ชนานันท์ ป้อมบุปผา, * 17. März 1992 in Pathum Thani), auch als  Two (thailändisch ทู) bekannt, ist ein thailändischer Fußballspieler.

## Karriere

### Verein
Chananan Pombuppha erlernte das Fußballspielen bei der Schulmannschaft des Assumption College Thonburi in Bangkok. Seinen ersten Vertrag unterschrieb er 2008 beim damaligen Zweitligisten Muangthong United in Pak Kret, einem nördlichen Vorort von Bangkok. Mit dem Verein wurde er 2008 Meister und stieg in die Thai Premier League auf. Nach 18 Spielen wechselte er 2010 zum Ligakonkurrenten Police United, ebenfalls ein Verein, der in Bangkok beheimatet ist. 2012 wechselte er zum ebenfalls in der ersten Liga spielenden Osotspa. Hier kam er bis 2014 58 Mal zum Einsatz. Zu Muangthong United ging er 2015 zurück. Hier spielte er 2015 29 Mal für den Club. 2016 wurde er an den Erstligisten BEC–Tero Sasana FC ausgeliehen. Im gleichen Jahr unterzeichnete er einen Vertrag in Suphanburi beim Suphanburi FC, ebenfalls ein Verein, der in der ersten Liga spielte. In Suphanburi kam er 80 Mal zum Einsatz. Mitte 2019 ging er wieder nach Bangkok und schloss sich dem Erstligisten Bangkok United an. Am 5. August 2023 gewann er mit Bangkok United den thailändischen Super Cup. Das Spiel gegen den Meister Buriram United im Rajamangala Stadium gewann man mit 2:0. Nach 52 Ligaspielen, in denen er elf Treffer erzielte, wurde sein Vertrag Ende Dezember 2023 nicht verlängert. Im Januar 2024 verpflichtete ihn der ebenfalls in der ersten Liga spielenden BG Pathum United FC. Am 16. Juni 2024 stand er mit BG im Finale des Thai League Cup. Hier gewann man durch ein Tor von Teerasil Dangda gegen Muangthong United mit 1:0. Nach 22 Ligaspielen gab Pombuppha Anfang Juni 2025 seinen Abschied von BG bekannt. Ende Juli 2025 nahm ihn der Erstligaaufsteiger Ayutthaya United FC unter Vertrag.

### Nationalmannschaft
2009 bis 2010 spielte Chananan Pombuppha acht Mal in der thailändischen U-19-Nationalmannschaft. 14 Mal trug er das Trikot der U-23-Nationalmannschaft, wobei er 7 Tore erzielte. Seit 2010 spielt er in der thailändischen Nationalmannschaft. Bis heute lief er sieben Mal für Thailand auf. Sein Debüt gab er am 11. Oktober 2018 in einen Freundschaftsspiel gegen Hongkong.

## Erfolge

### Verein
Muangthong United
- Thailändischer Meister: 2009

Bangkok United
- Thailändischer Vizemeister: 2022/23
- Thailändischer Supercup-Sieger: 2023

BG Pathum United FC
- Thailändischer Ligapokalsieger: 2023/24

### Nationalmannschaft
Thailand U19
- AFF U-19 Youth Championship: 2009

Thailand U23
- Sea Games: 2013, 2015